# نيابولي (كريت)
نيبوليس (Νεάπολις) هي مدينة في لاسيثي في اليونان.